# Base Aérea de Dijon-Longvic
La  Base Aérea de Dijon-Longvic (102) (IATA: DIJ, OACI: LFSB) es una base aérea del Ejército del Aire francés que se al sur de la ciudad de Dijon (Côte-d'Or, Francia). Es la base de los siguientes escuadrones:
- Escadron de chasse 1/2 Cigognes (Mirage 2000-5F)
- Escadron d'Entrainement 5/2 Côte-d'Or (Alphajet)
- Escadron de Formation des Commandos de l'Air
- Commando parachutiste de l'air n° 20
- Breitling Jet Team (L39)